# Coppa di Francia 2022-2023 (calcio femminile)
L'edizione 2022-2023 è stata la 22ª della Coppa di Francia riservata a squadre femminili. La finale si è svolta il 13 maggio 2023 allo Stade de la Source di Orléans, tra l'Olympique Lione e il Paris Saint-Germain, conclusa con la vittoria per 2-1 della squadra lionese e la conquista della decima Coppa nella sua storia sportiva.
Rivelazione del torneo è stato il Thonon Évian, formazione di Division 2 Féminine capace di giungere sino alla semifinale, eliminata dal PSG solo per 1-0, mentre Mélissa Gomes del Bordeaux con 4 reti realizzate ha vinto la classifica delle capocannoniere della fase finale.

## Fase finale

### Sedicesimi di finale
Gli incontri sono stati disputati il 28 e il 29 gennaio 2023.
| Squadra 1           | Risultato       | Squadra 2           |
| ------------------- | --------------- | ------------------- |
| Bordeaux            | 4 - 1           | Nîmes               |
| Cannes              | 3 - 2           | Strasburgo          |
| Fleury              | 5 - 1           | Montauban           |
| Grenoble            | 2 - 3           | Thonon Évian        |
| Le Mans             | 0 - 5           | Soyaux              |
| Lilla               | 2 - 3           | Le Havre            |
| Olympique Marsiglia | 4 - 0           | Tolosa              |
| Metz                | 5 - 1           | Beauvais            |
| Montpellier         | 7 - 2           | Clermont            |
| Nantes              | 2 - 1           | Issy                |
| Orléans             | 1 - 3           | Paris Saint-Germain |
| Stade Reims         | 5 - 3           | Paris FC            |
| Rodez               | 0 - 8           | Olympique Lione     |
| Saint-Malo          | 2 - 2 (6-5 dtr) | Lens                |
| Saint-Vit           | 0 - 2           | Digione             |
| Tours               | 0 - 6           | Guingamp            |

### Ottavi di finale
Gli incontri sono stati disputati il 28 e il 29 gennaio 2023.
| Squadra 1           | Risultato       | Squadra 2           |
| ------------------- | --------------- | ------------------- |
| Bordeaux            | 3 - 0           | Metz                |
| Digione             | 0 - 2           | Paris Saint-Germain |
| Fleury              | 2 - 0           | Le Havre            |
| Lens                | 0 - 5           | Thonon Évian        |
| Olympique Lione     | 2 - 0           | Montpellier         |
| Olympique Marsiglia | 2 - 2 (6-5 dtr) | Guingamp            |
| Nantes              | 6 - 1           | Cannes              |
| Soyaux              | 0 - 2           | Stade Reims         |

### Quarti di finale
Gli incontri sono stati disputati il 5 e il 6 marzo 2023.
| Squadra 1    | Risultato       | Squadra 2           |
| ------------ | --------------- | ------------------- |
| Bordeaux     | 0 - 0 (4-5 dtr) | Paris Saint-Germain |
| Fleury       | 6 - 1           | Nantes              |
| Stade Reims  | 2 - 2 (7-8 dtr) | Olympique Lione     |
| Thonon Évian | 0 - 0 (5-4 dtr) | Olympique Marsiglia |

### Semifinali
Gli incontri sono stati disputati il 17 e 18 marzo 2023.
| Squadra 1           | Risultato | Squadra 2    |
| ------------------- | --------- | ------------ |
| Olympique Lione     | 2 - 0     | Fleury       |
| Paris Saint-Germain | 1 - 0     | Thonon Évian |

### Finale
| Arbitro: | Collin |

|                    |           |                     |
| Hegerberg 13’, 23’ | Marcatori | 36’ (rig.) Bachmann |

| Olympique Lione | Paris Saint-Germain |

#### Formazioni
| P               | 1  | Christiane Endler    |  |          |
| D               | 12 | Ellie Carpenter      |  |          |
| D               | 21 | Vanessa Gilles       |  |          |
| D               | 3  | Wendie Renard        |  |          |
| D               | 4  | Selma Bacha          |  |          |
| C               | 11 | Damaris Egurrola     |  | 76’, 86’ |
| C               | 26 | Lindsey Horan        |  | 66’      |
| C               | 17 | Daniëlle van de Donk |  |          |
| A               | 20 | Delphine Cascarino   |  | 89’      |
| A               | 14 | Ada Hegerberg        |  | 66’      |
| A               | 7  | Amel Majri           |  | 46’      |
| A disposizione: |    |                      |  |          |
| P               | 40 | Emma Holmgren        |  |          |
| D               | 18 | Alice Sombath        |  |          |
| C               | 8  | Sara Däbritz         |  | 66’      |
| C               | 10 | Dzsenifer Marozsán   |  | 88’      |
| A               | 27 | Vicki Becho          |  | 89’      |
| A               | 9  | Eugénie Le Sommer    |  | 66’      |
| A               | 5  | Perle Morroni        |  | 46’      |
| Allenatrice:    |    |                      |  |          |
| Sonia Bompastor |    |                      |  |          |

| P               | 16 | Constance Picaud     |  |     |       |
| D               | 12 | Ashley Lawrence      |  | 74’ |       |
| D               | 6  | Oriane Jean-François |  |     |       |
| D               | 5  | Elisa De Almeida     |  |     |       |
| D               | 7  | Sakina Karchaoui     |  |     |       |
| C               | 8  | Grace Geyoro         |  |     |       |
| C               | 14 | Kheira Hamraoui      |  |     |       |
| C               | 21 | Sandy Baltimore      |  | 52’ |       |
| C               | 24 | Jackie Groenen       |  | 52’ |       |
| A               | 10 | Ramona Bachmann      |  | 74’ |       |
| A               | 20 | Amalie Vangsgaard    |  | 32’ |       |
| A disposizione: |    |                      |  |     |       |
| P               | 50 | Sarah Bouhaddi       |  |     |       |
| D               | 13 | Amanda Ilestedt      |  |     |       |
| D               | 13 | Li Mengwen           |  | 74’ | 90+3’ |
| C               | 2  | Korbin Albert        |  | 74’ |       |
| A               | 29 | Manssita Traoré      |  | 52’ |       |
| A               | 22 | Lieke Martens        |  | 52’ |       |
| A               | 18 | Laurina Fazer        |  | 32’ |       |
| Allenatore:     |    |                      |  |     |       |
| Gérard Prêcheur |    |                      |  |     |       |